# Thil, Haute-Garonne
Thil är en kommun i departementet Haute-Garonne i regionen Occitanien i södra Frankrike. Kommunen ligger i kantonen Grenade som tillhör arrondissementet Toulouse. År 2022 hade Thil 1 121 invånare.

## Befolkningsutveckling
Antalet invånare i kommunen Thil
Referens:INSEE